# Jo Estill
Pour les articles homonymes, voir Estill.
Josephine Antoinette Estill (25 avril 1921 - 9 décembre 2010), connue sous le nom de Jo Estill, est une enseignante, chercheuse et chanteuse lyrique.

## Biographie
Joséphine Estill est née le 25 avril 1921 à Donora, en Pennsylvanie (États-Unis). Elle a chanté professionnellement à la radio à Pittsburgh de 1939 à 1940, puis, de 1940 à 1947, à Hollywood. Après avoir épousé Thomas Estill, originaire de Colorado Springs, elle fait une tournée en Europe en 1953, se produisant notamment à La Haye, Amsterdam, Copenhague, Oslo, Londres, Zurich, Genève et Paris. Estill avait alors 13 ans de pratique des concerts en tant que soliste pour différentes formations de Colorado Springs : l'Air force Academy Orchestre Concerts, Colorado Springs Symphony, Colorado Springs Opera Dido, Sr. Angelica, Aida, Tosca, entre autres.
Elle a créé la méthode d'entraînement vocal Estill et les Figures pour la voix en 1988 à New York. Elle a mené des études universitaires et des recherches sur l'appareil vocal et l'acoustique entourée de scientifiques et de spécialistes de la voix.
Ainsi, pendant près de 25 ans, elle a enseigné et fait paraître de nombreuses publications et articles.

## Apports
Jo Estill a divisé l'appareil vocal en 13 parties anatomiques indépendantes. Sa méthode propose d'apprendre à dissocier et maîtriser le travail de chaque partie séparément. La connaissance de l'anatomie de l'appareil vocal et l’entraînement à travers ce que Jo Estill appelle « les Figures imposées pour le contrôle de la voix » (série d'exercices visant à acquérir la maîtrise du fonctionnement de chaque partie de l'appareil vocal) vont permettre au chanteur ou à l'orateur de se servir de son instrument en fonction de ses besoins et de ses choix esthétiques.
Moderne, innovante, concrète et performante, sa méthode est reconnue aux États-Unis et dans beaucoup de pays du monde où elle est utilisée couramment depuis une trentaine d'années, notamment à Broadway. Précurseur en la matière, elle a inspiré plusieurs autres techniques vocales modernes comme la CVT (Complete Vocal Technique).
Les travaux d'Estill sont reconnus par les plus hautes institutions mondiales de recherche sur la voix et le chant (notamment la Voice Research Society et la British Voice Association].

## Principales publications
- (avec RH Colton) « The identification of some voice qualities », The Journal of the Acoustical Society of America (New York: American Institute of Physics for the Acoustical Society of America) 65 (S1): S115. doi:10.1121/1.2016966, 1979  (ISSN 0001-4966).
- « Belting and Classic Voice Quality: Some Physiological Differences », Medical Problems of Performing Artists (Philadelphia: Hanley & Belfus) 3 (1): 37–43, 1988  (ISSN 0885-1158).